# Midnight Run (Example)
Midnight Run is een nummer van de Britse artiest Example van zijn album Playing in the shadows. Het nummer, geproduceerd door Feed Me, is uitgekomen op 4 december 2011 in het Verenigd Koninkrijk als de derde single van het album met een volledig remixalbum in de iTunes Store.

## Tracklist
| Nr. | Titel                              | Duur |
| --- | ---------------------------------- | ---- |
| 1.  | Midnight run (radioversie)         | 3:58 |
| 2.  | Midnight run (Flux Pavilion remix) | 4:45 |
| 3.  | Midnight run (Wilkinson remix)     | 4:35 |
| 4.  | Midnight run (Sheldrake remix)     | 4:37 |
| 5.  | Midnight run (Funkagenda remix)    | 7:53 |
| 6.  | Midnight run (The Wideboys remix)  | 5:58 |